# Scincella lateralis
Scincella lateralis (сцинк земляний) — вид сцинкоподібних ящірок родини сцинкових (Scincidae). Мешкає в Сполучених Штатах Америки і Мексиці.

## Опис

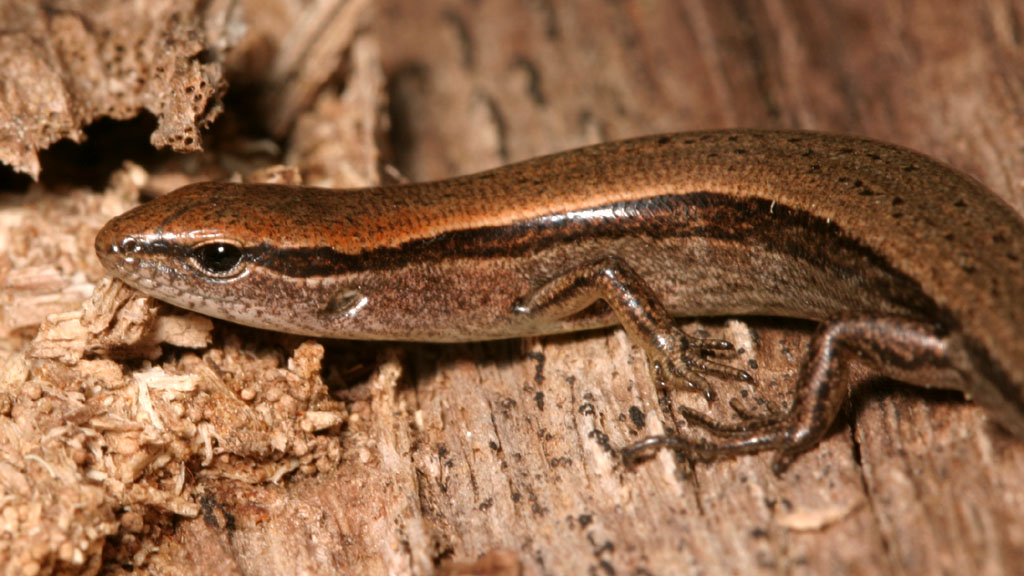
Земляний сцинк

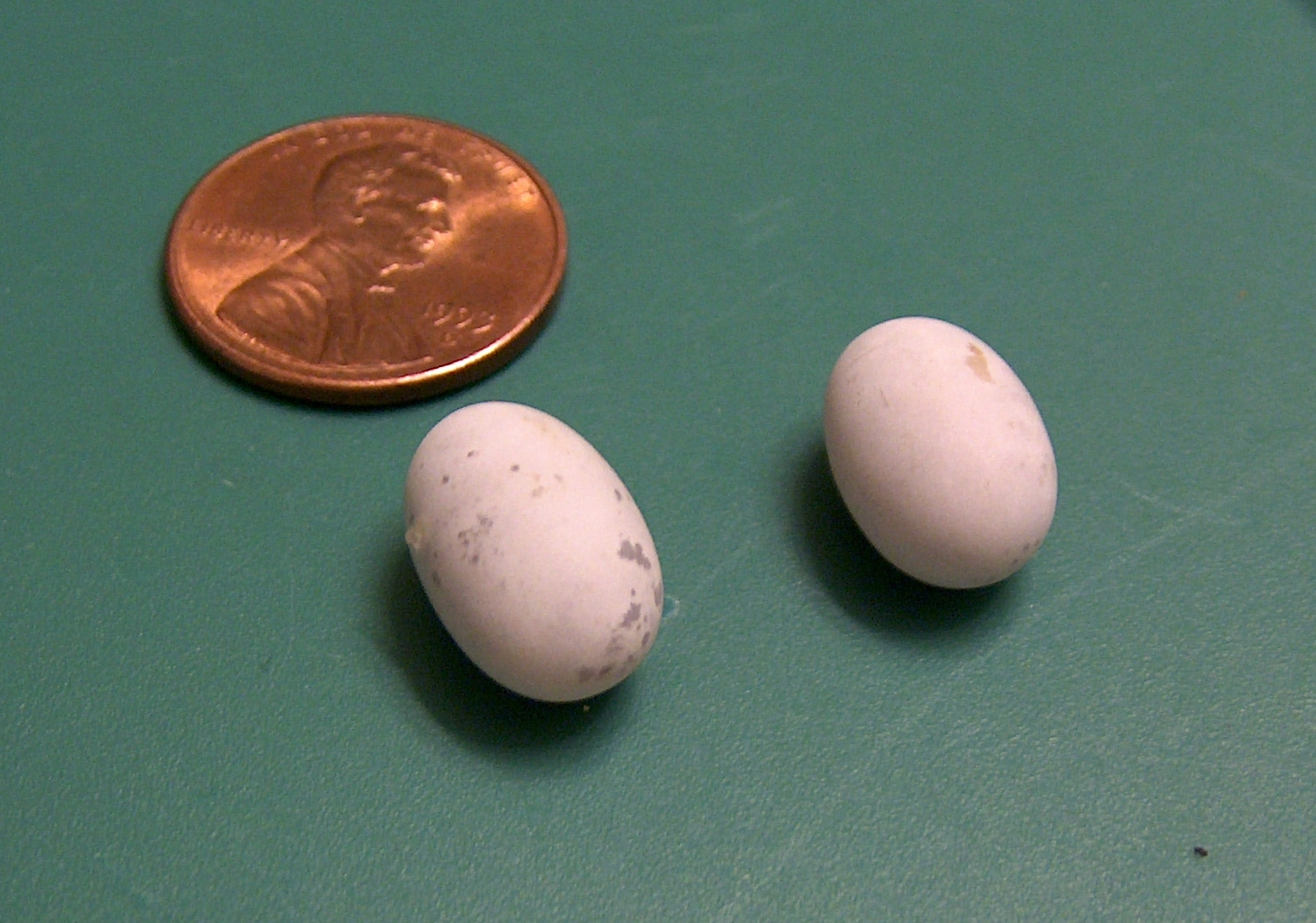
Яйця земляного сцинка

Земляні сцинки є одними з найменших плазунів США, їх довжина (враховуючи хвіст) становить 7,5-14,5 см. Верхня частина тіла у них має мідно-коричневе забарвлення, нижня частина тіла у них біла або жовта. Як і більшість сцинків, вони мають видовжене тіло і короткі ноги. Прозорі диски на нижніх повіках дозволяють земляним сцинкам бачити із заплющеними очима. Самиці, як правило, ростуть швидше за самців і є більшими за них, натомість самці мають відносно більшу голову. Ймовірно, це є наслідком статевого відбору, який віддає перевагу більш великоголовим самцям у поєдинках між ними.

## Поширення і екологія
Земляні сцинки поширені на сході і південному сході США, від Нью-Джерсі до південної Флориди, на захід до Канзаса і Техаса і на північ до паівденного Іллінойса, південної Індіани і південного Огайо, а також трапляються на півночі Мексики. Вони живуть у широколистяних і мішаних лісах, на берегах озер і струмків, серед опалого листя. На високогір'ях Аппалачів вони відсутні. 
Земляні сцинки ведуть риючий спосіб життя, більшість часу вони проводять серед опалого листя в лісовій підстилці. На відміну від інших сцинків, вони рідко лазять по деревах. При переслідуванні вони можу пірнати у воду, хоча зазвичай уникають вологих місць. Загалом земляні сцинки ведуть денний спосіб життя, однак можуть бути активними вночі. Взимку вони можуть впадати у сплячку, однак в Північній Кароліні можуть бути активними протягом всього року. При небезпеці земляні сцинки можуть відкидати хвоста, який потім віростає. Самці є більш агресивними за самиць.
Основою раціону земляних сцинків є дрібні комахи, павуки та інші безхребетні, наприклад рівноногі. Активному пошуку їжі допомагає здатність розрізняти хімічні речовини, "пробуючи" язиком повітря.
Самиці земляних сцинків відкладають невеликі кладки з 1-6 (зазвичай 2-3) яєць у вологий ґрунт, гнилу деревину або під каміння. Яйця відкладають з березня по серпень, за рік самиці можуть відкласти декілька кладок. На відміну від ящірок з роду Eumeces, самиці земляних сцинків не охороняють свої кладки. Яйця вилупюються через 1-2 місяці, а молоді ящірки набувають статевої зрілості у віці 1 року.
На наземних сцинків полюють змії, зокрема чорні полози, цятковані нашийникові змії, червоні королівські змії і карликові гримучники. Також на них можуть полювати хижі лісові птахи, зокрема неоарктичні сови і рудоплечі канюки. Зафіксовані випадки, коли на земляних сцинків полювали східні блакитники. Наземні сцинки використовують своє захисне забарвлення, щоб сховатися, якщо їх це не вдалося, вони будуть втікати, при крайній небезпеці вони можуть відкинути хвоста.